# クリント・ヒル (シークレットサービス)

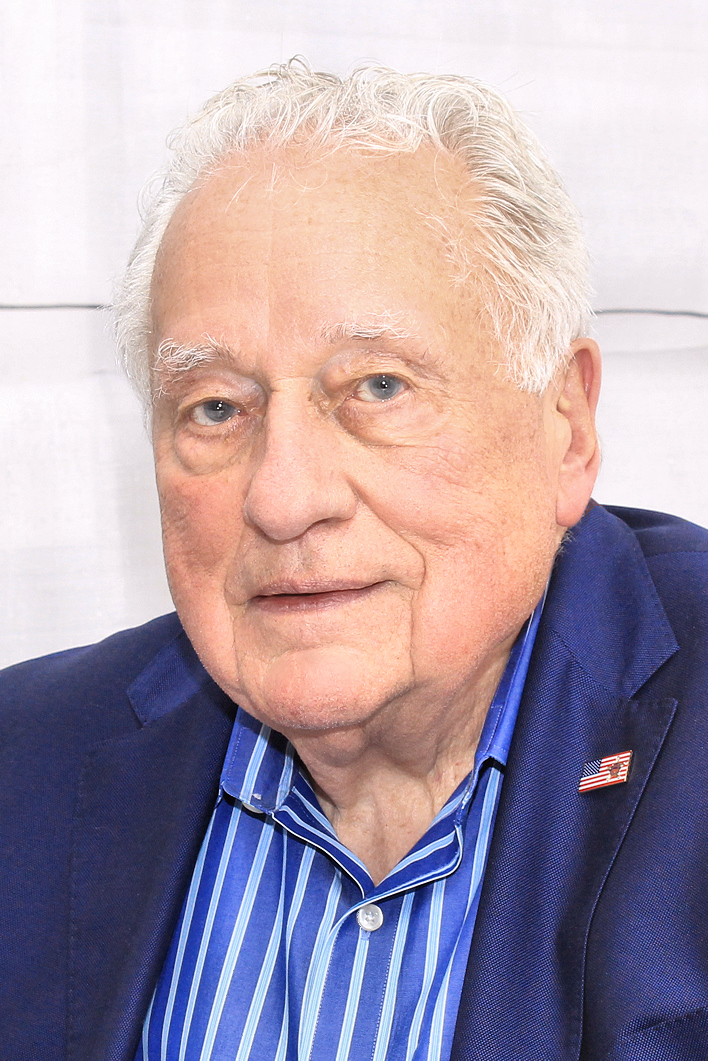
2016年のクリント・ヒル

クリント・ヒル（英: Clint Hill、1932年1月4日 - 2025年2月21日）は、34代のドワイト・D・アイゼンハワー大統領から38代のジェラルド・R・フォードまで仕えたシークレットサービス。

## 幼少期
クリント・ヒルは1932年1月4日、ノースダコタ州ラリモアで生誕した。幼い頃に養子として引き取られ1954年にミネソタ州のコンコルディア大学を卒業して将来は教師を目指したが陸軍に徴兵され、1958年にシークレットサービスに採用され、34代アメリカ合衆国大統領のドワイト・D・アイゼンハワーの警護官に任命された。1960年アメリカ合衆国大統領選挙で民主党のジョン・F・ケネディが当選し翌年に就任するとファーストレディのジャクリーン・ケネディの警護官に任命された。彼女が出産するときも横にいた。1963年までヒルはキャロライン・ケネディとジョン・F・ケネディ・ジュニアとともに過ごした。

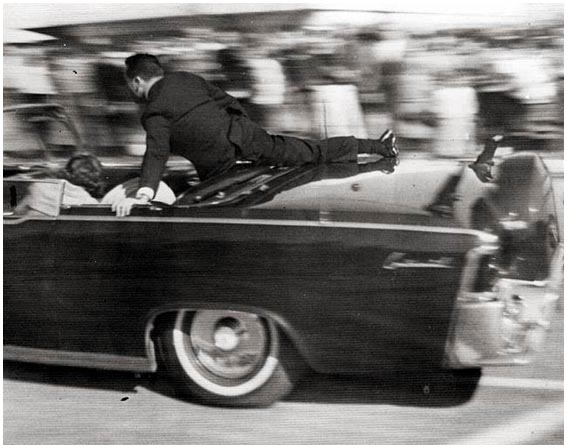
リムジンに飛び乗った直後のクリント・ヒル

## ケネディ暗殺

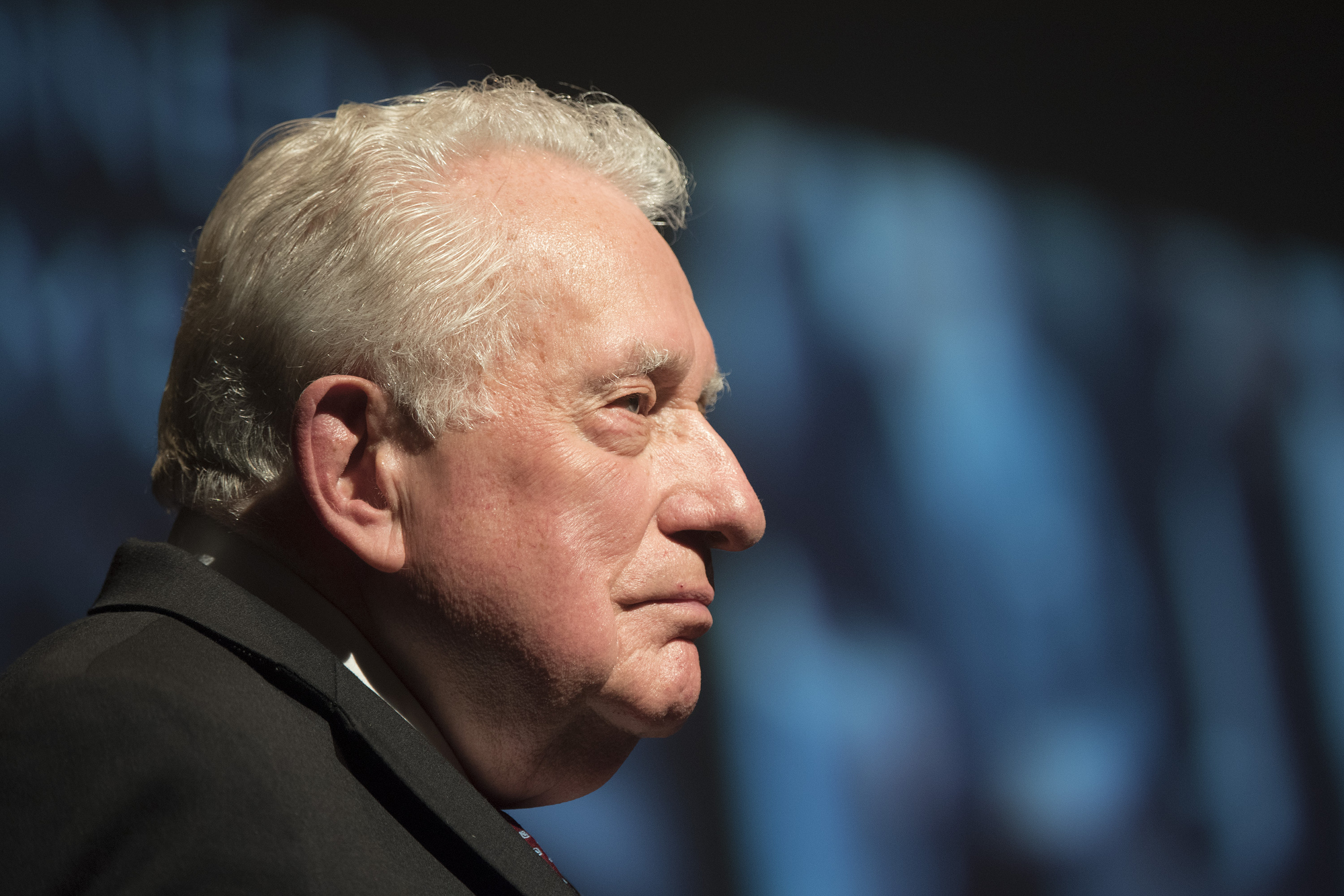
2017年のクリント・ヒル

1963年11月22日、ケネディ大統領はテキサス州ダラスでパレードを行っていた際に銃撃され、倒れた。数秒おくれでヒルはオープンカーに飛び乗りファーストレディのジャクリーン・ケネディを体で守った。しかしケネディ大統領は助かることはなかった。国葬の数日後にヒルは勇気ある行動でワシントンD.C.で表彰された。しかし彼に笑顔はなかった。数日後には未遂だったものの海で自殺を図っていた。リンドン・ジョンソン政権下では大統領警護担当特別捜査官に就任した。しかしヒルはケネディを守れなかった酷い責任感でアルコール依存症になっており、1975年にシークレットサービスは任務に支障がでるとしてヒルは退職を余儀なくされた。退職後のテレビ取材で「あと0.05秒でも早く動いていれば...」と後悔しており、「自分は死ぬまでこれを背負っていく」と語っていた。

## その後
ヒルは退職後にずっと家族にしか会わなかった。が2016年にアルコール依存から立ち直り銃規制を訴えた。2024年7月13日にドナルド・トランプ暗殺未遂事件発生するとシークレットサービスは批判されたが彼はあのときの対応はよかったと主張した。2025年2月21日に93歳で死去した。ケネディ暗殺を間近で見たかつあの時にオープンカーにいた最後の生存者だった。